# Triangulación dinámica causal
La Triangulación dinámica causal (CDT, o Causal Dynamical Triangulation) es una teoría cuántica de la gravedad propuesta por Renate Loll, Jan Ambjørn y Jerzy Jurkiewicz, y popularizada por Fotini Markopoulou y Lee Smolin. Sus resultados sugieren que es un buen camino para modelar los instantes iniciales del universo y describir su evolución posterior.

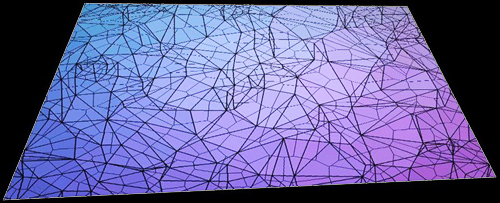
Triangulación dinámica causal

## Panorama general
La hipótesis se basa en considerar triángulos tetradimensionales de espacio-tiempo e introduce una dinámica mediante la cual se dicta cómo se unen unos a los otros. Es similar a la reconstrucción de una superficie a base de triángulos o símplices. En este caso ni la forma ni el tamaño de estos triángulos son importantes porque se toma el límite cuando el volumen tiende a cero. Hay que entender que los triángulos no son entes físicos, sino una mera herramienta matemática. Los símplices son una generalización matemática de los triángulos en varias dimensiones. Un simplex-3D es normalmente llamado tetraedro, y un simplex-4D, que constituye el bloque de construcción básico de esta hipótesis, es conocida como pentácoron.
La causalidad y la presencia de una distinción entre pasado y futuro con su flecha del tiempo juegan un papel esencial en esta teoría. Al contrario que otras teorías en las que el tiempo no existe sino que es una propiedad emergente, en este caso el tiempo es real. Según Lee Smolin hasta ahora ha sucedido que las teorías recientes más exitosas que pretenden describir la gravedad cuántica toman el tiempo de esta manera y que por tanto el tiempo no es una cualidad emergente, sino que es real. El tratamiento que se hace de esta teoría es el habitual de la Física estadística, con métodos computacionales de Monte Carlo.

## Éxitos
Pese a que esta teoría tampoco está terminada, a partir de unas reglas muy simples y básicas se llegan a unos resultados asombrosos. Sus soluciones se obtienen con métodos no perturbativos basados en la suma de historias (un concepto cuántico que introdujo Richard Feynman hace décadas) sobre todas las posibles configuraciones de estos símplices. No se fija un fondo o marco espacio-tiempo, sino que este se desprende como resultado. Entre sus hallazgos está la predicción de que partiendo de un estado no físico sub-planckiano se llega a la escala de Planck en la que el espacio-tiempo tiene dimensión fractal, para finalmente llegar a la escala observable en la que el espacio-tiempo tiene 4 dimensiones. Lo interesante de esta teoría es que es universal, pues el espacio-tiempo obtenido no depende de los detalles en la forma de discretizar la formulación sub-planckiana.
Entre las soluciones cosmológicas a las que se llega está la de un universo suave de tipo de Sitter, que es una de las soluciones cosmológicas clásicas que proporciona la Relatividad general. Nótese la gran diferencia entre las 11 dimensiones propuestas por las teorías de cuerdas y las menos de 4 predichas por esta teoría a la escala de Planck.